# Haskerland
Haskerland est une ancienne commune néerlandaise de la province de la Frise. 

## Histoire

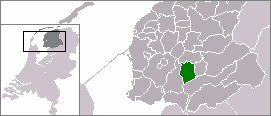
Haskerland jusqu'en 1934

En 1934, la commune voisine de Schoterland est supprimée au bénéfice de la création de la commune de Heerenveen. Les villages de la partie occidentale de Schoterland sont alors rattachés à Haskerland (Delfstrahuizen, Rohel, Rotsterhaule, Rottum et Sintjohannesga).
La commune a existé jusqu'au 1er janvier 1984. À cette date, la commune a été regroupée avec la commune de Doniawerstal pour former la nouvelle commune de Scharsterland, renommée Skarsterlân en frison dès le 1er janvier 1985. Une petite partie du sud de la commune, comportant le village de Delfstrahuizen, a été rattachée à la commune de Wymbritseradeel.

## Localités
La commune était composée de treize villages : Delfstrahuizen, Haskerdijken, Haskerhorne, Joure, Nijehaske, Oudehaske, Rohel, Rotstergaast, Rotsterhaule, Rottum, Sintjohannesga, Snikzwaag et Vegelinsoord. Joure était le chef-lieu.

### Démographie
En 1840, la commune de Haskerland comptait 704 maisons et 4 947 habitants. 